# Piper pastasanum
Piper pastasanum är en pepparväxtart som beskrevs av Friedrich Ludwig Diels. Piper pastasanum ingår i släktet Piper och familjen pepparväxter. Inga underarter finns listade i Catalogue of Life.